# Lichtenau (Baden-Württemberg)
Lichtenau è un comune tedesco di 5 056 abitanti, situato nel land del Baden-Württemberg.